# Kurt Schmeisser (Verwaltungsjurist)

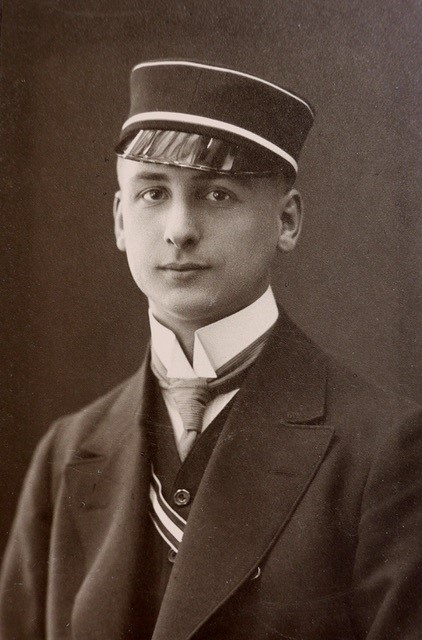
Kurt Schmeisser

Kurt Schmeisser (* 18. August 1889 in Magdeburg; † 16. Juni 1958 in Hannover) war ein deutscher Verwaltungsjurist.

## Leben
Schmeissers Vater war der Geologe Karl Schmeißer. Kurt Schmeisser besuchte das König-Wilhelms-Gymnasium zu Breslau. Nach dem Abitur (1908) arbeitete er ein Jahr im Bergbau, weil er die Laufbahn des höheren Bergbaubeamten einschlagen wollte. Er gab diese Pläne aus gesundheitlichen und anderen Gründen auf und studierte an der Schlesischen Friedrich-Wilhelms-Universität Rechtswissenschaft. Am 25. November 1909 wurde „Graf Werfer“ im Corps Borussia Breslau recipiert. Als Einjährig-Freiwilliger diente er 1910/11 beim 1. Schlesischen Husaren-Regiment („von Schill“) Nr. 4  in Ohlau. Im Anschluss leistete er bei den Braunen Husaren eine achtwöchige Übung als Unteroffizier der Reserve. Sein Schwadronchef erlaubte ihm keine Mensuren. Durch den Bergbau und den Militärdienst schon verhältnismäßig alt geworden und durch ein Panaritium beim Fechten beeinträchtigt, wurde er im Oktober 1911 bei Borussia auf eigenen Antrag ohne Band entlassen. Bereits am 3. August 1912 erhielt er das Band zurück. Nach dem Referendarexamen wurde er 1913 in Breslau zum Dr. iur. promoviert.
Nach der ersten Referendarstation in Zobten trat er schon 1914 als Regierungsreferendar bei der Regierung in Breslau in Preußens innere Verwaltung über. Seit 1913 Leutnant, war er im Ersten Weltkrieg Ordonnanzoffizier beim VI. Armee-Korps und bei der 12. Kavallerie-Brigade. 1915 kämpfte er am Bug (Fluss) und in Wolhynien. Im November 1918 verlobte er sich mit Martha Carola König. Die Hochzeit fand am 8. März 1919 in Breslau statt. Anschließend kam Schmeisser als Regierungsreferendar zum Landrat vom Landkreis Reichenbach (Eulengebirge), später zur Regierung nach Breslau. Im Dezember 1919 kam seine Tochter, im November 1922 sein Sohn zur Welt.

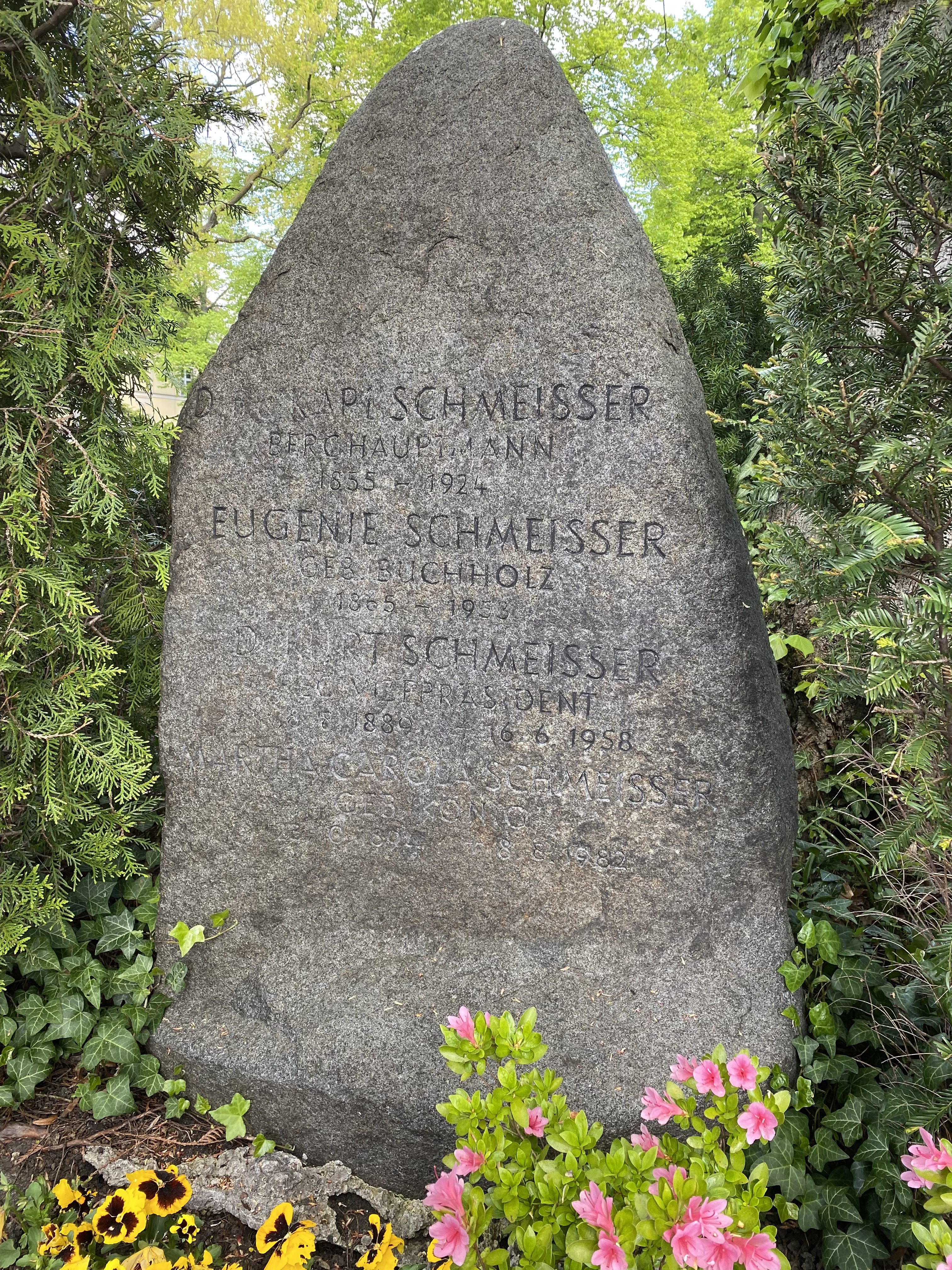
Familiengrabstätte Schmeisser

1921 kam er als Regierungsassessor zum Polizeipräsidenten in Berlin. Eine Zeitlang war er Hilfsarbeiter im Preußischen Innenministerium. Seit 1922 Regierungsrat und seit 1924 Oberregierungsrat, war er zeitweise beim Oberpräsidium der Provinz Brandenburg. Er war ab 1925 Referent im Preußischen Innenministerium, das er im folgenden Jahr auf eigenen Wunsch verließ. Er wurde im Oktober 1926 kommissarisch und am 8. Februar 1927 endgültig zum Landrat im Landkreis Hirschberg im Riesengebirge ernannt. 1929 kam er in den Aufsichtsrat der Ferngas-Niederschlesien AG. Der Niederschlesische Landkreistag wählte ihn 1931 zum stellvertretenden Vorsitzenden. 1933 kam er wieder zum Oberpräsidium Brandenburg. Vom Preußischen Staatsministerium wurde er 1934 aus politischen Gründen abberufen und zur Regierung in Köln versetzt. Im Zweiten Weltkrieg (um 1941) war er Staatstreuhänder der Westdeutschen Bodenkreditanstalt Köln. Nach dem Krieg war beim Rechnungshof der Freien und Hansestadt Hamburg und beim Niedersächsischen Landesrechnungshof tätig. Als Regierungsdirektor abgeordnet, leitete er als kommissarischer Präsident die Regierung in Aurich. Nachdem er im Frühjahr 1952 mit seiner Frau einen schweren Autounfall erlitten hatte, kam er als Regierungsvizepräsident zum Regierungsbezirk Lüneburg. Im Ruhestand war er in Hannover Ratsherr und Mitglied des Niedersächsischen Staatsgerichtshofs.
Karl Schmeisser wurde in der Familiengrabstätte auf dem Berliner Friedhof Dahlem beigesetzt.

## Ehrungen
- Eisernes Kreuz II. Klasse (November 1914)
- Eisernes Kreuz I. Klasse (1918)[4]
- Verdienstorden der Bundesrepublik Deutschland, Verdienstkreuz 1. Klasse[4]